# Титр антител
Титр антител — предельное разведение сыворотки крови, при котором могут быть обнаружены антитела. Позволяет оценить количество и разнообразие антител в крови человека и коррелирующую с ними силу иммунного ответа организма. Для измерения титра антител используется иммуноферментный анализ (ИФА) — наиболее доступный метод диагностики.
Анализ на антитела проводится, чтобы определить, была ли перенесена инфекция, и сделать вывод о необходимости прививки в случае отсутствия специфичных антител в крови организма. Также анализ на антитела может определить:
- диагностики инфекционных заболеваний (метод парных сывороток — анализируется титр антител во времени, рост титра указывает на возникновение инфекции);
- была ли перенесена инфекция недавно или протекает в настоящее время;
- наличие иммунного ответа на ткани собственного организма, что может указывать на аутоиммунное заболевание;
- вызывает ли вакцина достаточно сильный иммунный ответ против патогена (например, вируса), от которого она должна защищать.

Например, для проведения непрямой реакции Кумбса (используется для выявления антител к резус-фактору у беременных женщин) подготовленную сыворотку крови разбавляют и «титр 16» будет означать 1 часть сыворотки на 15 частей растворителя. Если же «титр 32» (1 часть сыворотки на 31 часть раствора), то это означает, что количество антител содержится больше. Сыворотку крови продолжают разбавлять (1/32, 1/64, 1/128…) пока содержащиеся в ней антитела перестанут обнаруживаться ИФА.
Многие серологические тесты используют такой принцип разведения раствора и вычисления титра антител. Тесты можно прочитать визуально без использования дополнительного оборудования, что делает проведение исследований быстрым и экономичным, что немаловажно в «низкотехнологичной» среде. Для многих тестов конкретных антител можно установить пороговое значение титра (например, 1/32), что упрощает его интерпретацию.